# Liste der Baudenkmäler in Fellen
Auf dieser Seite sind die Baudenkmäler in der unterfränkischen Gemeinde Fellen zusammengestellt. Diese Tabelle ist eine Teilliste der Liste der Baudenkmäler in Bayern. Grundlage ist die Bayerische Denkmalliste, die auf Basis des Bayerischen Denkmalschutzgesetzes vom 1. Oktober 1973 erstmals erstellt wurde und seither durch das Bayerische Landesamt für Denkmalpflege geführt wird. Die folgenden Angaben ersetzen nicht die rechtsverbindliche Auskunft der Denkmalschutzbehörde.
 Diese Liste gibt den Fortschreibungsstand vom 15. April 2020 wieder und enthält 19 Baudenkmäler.

## Baudenkmäler nach Ortsteilen

### Eisenhammer
| Lage                | Objekt      | Beschreibung | Akten-Nr.              | Bild |
| ------------------- | ----------- | --- | ---------------------- | ---- |
| Kreßberg (Standort) | Mariensäule | Teilweise farbig gefasster Sandstein, barock, bezeichnet „1714“, Schutzbau vermutlich aus zweitverwendetem Sandsteintrog, 19./20. Jahrhundert | D-6-77-128-10 Wikidata | BW   |

### Fellen
| Lage | Objekt                                          | Beschreibung | Akten-Nr.              | Bild |
| --- | ----------------------------------------------- | --- | ---------------------- | ---- |
| Abteilung 2 Vorderer Krombacher Wald, Etwa am Zollberg (Gemünden a. Main) beginnend, an der Birkenhainer Straße (Standort) | Grenzsteine                                     | verschiedener Herrschaften nicht nachqualifiziert, im Bayerischen Denkmal-Atlas nicht kartiert                                                                                          | D-6-77-177-57 Wikidata | BW   |
| Hauptstraße 36 (Standort)                                                                                                  | Bauernhaus                                      | Eingeschossiges Fachwerkhaus mit Satteldach über Sandstein-Sockelgeschoss, um 1800 | D-6-77-128-1 Wikidata  | BW   |
| Kirchweg 5 (Standort) | Katholische Pfarrkirche St. Johannes der Täufer | Saalkirche mit Satteldach und eingezogenem Dreiseitchor sowie schmalem Fassadenturm mit verschiefertem Spitzhelm, gegliederte Sandsteinquaderfassade, neugotisch, 1875; mit Ausstattung | D-6-77-128-3 Wikidata  | BW   |
| Kirchweg 7 (Standort) | Pfarrhaus                                       | Zweigeschossiger verputzter Massivbau mit Vorbau und Krüppelwalmdach, erste Hälfte 19. Jahrhundert                                                                                      | D-6-77-128-4 Wikidata  | BW   |
| Nähe Flurstraße (Standort)                                                                                                 | Bildstock                                       | Gestufter Sockel mit Inschriftsäule und Tonnendach-Nischenaufsatz mit Kreuzbekrönung, Sandstein, bezeichnet „1676“                                                                      | D-6-77-128-11 Wikidata | BW   |
| Nähe Kirchweg (Standort)                                                                                                   | Friedhofskreuz                                  | Geschweifter Inschriftsockel mit Kruzifix, Sandstein, Zopfstil, 1813 | D-6-77-128-7 Wikidata  | BW   |
| Rieneckertal 2 (Standort)                                                                                                  | Ehemaliger Herrensitz                           | Freistehender zweigeschossiger turmartiger Halbwalmdachbau mit umlaufend vorkragendem Fachwerkobergeschoss, Putzmauerwerk mit profilierten Sandsteinrahmungen, im Kern 16. Jahrhundert  | D-6-77-128-5 Wikidata  | BW   |
| Spessartstraße 1 (Standort)                                                                                                | Bauernhof, Bauernhaus                           | Eingeschossiges Fachwerkhaus mit Satteldach über hohem Kellersockel mit Freitreppe, bezeichnet „1800“                                                                                   | D-6-77-128-6 Wikidata  | BW   |
| Spessartstraße 1 (Standort)                                                                                                | Bauernhof, Scheune                              | Fachwerkbau mit Satteldach, um 1800 | D-6-77-128-6 Wikidata  | BW   |

### Frickenmühle
| Lage                                   | Objekt   | Beschreibung                                   | Akten-Nr.              | Bild |
| -------------------------------------- | -------- | ---------------------------------------------- | ---------------------- | ---- |
| Fellener Straße, Michelstal (Standort) | Wegkreuz | Farbig gefasster Korpus, Holz, 18. Jahrhundert | D-6-77-128-12 Wikidata | BW   |

### Obere Mühle
| Lage                                        | Objekt    | Beschreibung | Akten-Nr.             | Bild |
| ------------------------------------------- | --------- | --- | --------------------- | ---- |
| Hauptstraße 56 (Standort)                   | Wohnhaus  | Eingeschossiges Fachwerkhaus mit Satteldach, um 1800                                                                                    | D-6-77-128-2 Wikidata | BW   |
| Hauptstraße 64, Nähe Hauptstraße (Standort) | Bildstock | Sockel mit konischem Reliefpfeiler und Reliefaufsatz mit Heiligendarstellung sowie Kreuzbekrönung, Sandstein, Barock, bezeichnet „1756“ | D-6-77-128-8 Wikidata | BW   |
| Hauptstraße 64, Nähe Hauptstraße (Standort) | Bildstock | Sockel mit Inschriftsäule und Tonnendach-Nischenaufsatz, Sandstein, Sockel bezeichnet „1700“                                            | D-6-77-128-9 Wikidata | BW   |

### Rengersbrunn
| Lage                                                          | Objekt                                                         | Beschreibung | Akten-Nr.              | Bild                                                           |
| ------------------------------------------------------------- | -------------------------------------------------------------- | --- | ---------------------- | -------------------------------------------------------------- |
| Barbarossastraße 9 (Standort)                                 | Katholische Filialkirche und Wallfahrtskirche St. Mariä Geburt | Saalkirche mit eingezogenem Chor sowie Ostturm mit verschieferter Zwiebelhaube, Putzmauerwerk mit Sandsteingliederungen und Blendfassade, Rokokoklassizismus, nach Plänen von Joh. Philipp Geigel, 1777; mit Ausstattung | D-6-77-128-13 Wikidata | Katholische Filialkirche und Wallfahrtskirche St. Mariä Geburt |
| Barbarossastraße 9 (Standort)                                 | Brunnen, sogenannter Marienbrunnen                             | Madonnenrelief in Ädikula mit Schönborn'schem Wappenaufsatz, Spätrenaissance, Sandstein, um 1647 | D-6-77-128-13 Wikidata | Brunnen, sogenannter Marienbrunnen                             |
| Barbarossastraße 40 (Standort)                                | Bildstock                                                      | Tischsockel mit Pfeiler und Tonnendach-Nischenaufsatz, Kartusche mit Marienmonogramm, Sandstein, Tischsockel bezeichnet „1732“, Erneuerung bezeichnet „1976“                                                             | D-6-77-128-14 Wikidata | BW                                                             |
| Mainzergrund, an der Wallfahrtsstraße nach Rieneck (Standort) | Rengersbrünner Kreuz                                           | Wohl 18. Jahrhundert; nicht nachqualifiziert, im Bayerischen Denkmal-Atlas nicht kartiert | D-6-77-128-16 Wikidata | BW                                                             |
| Nähe Barbarossastraße (Standort)                              | Friedhofskreuz                                                 | Tischsockel mit Kruzifix und farbig gefasstem Korpus, Sandstein und Gusseisen, bezeichnet „1777“, Korpus um 1900 | D-6-77-128-15 Wikidata | BW                                                             |

### Wohnrod
| Lage                          | Objekt                              | Beschreibung | Akten-Nr.              | Bild |
| ----------------------------- | ----------------------------------- | --- | ---------------------- | ---- |
| Fellener Straße 11 (Standort) | Katholische Filialkirche St. Kilian | Saalkirche mit eingezogenem Dreiseitchor, Satteldach und Chorreiter mit Pyramidendach, Rokoko, bezeichnet „1765“; mit Ausstattung | D-6-77-128-17 Wikidata | BW   |
| Jennental (Standort)          | Wohnroder Kreuz                     | Sandsteinkreuz mit farbig gefasstem Metallkorpus, davor einfache Sandsteinbänke, bezeichnet „1843“                                | D-6-77-128-18 Wikidata | BW   |

## Ehemalige Baudenkmäler
| Lage                                    | Objekt          | Beschreibung | Akten-Nr.              | Bild |
| --------------------------------------- | --------------- | --- | ---------------------- | ---- |
| Wohnrod Nähe Fellener Straße (Standort) | Altes Schulhaus | Eingeschossiger Fachwerkbau mit Satteldach über Keller aus Sandsteinquadern, Keller, Freitreppe, bezeichnet „1786“ | D-6-77-128-19 Wikidata | BW   |